# Bassu
Ne doit pas être confondu avec la commune voisine de Bassuet.
Bassu est une commune française, située dans le département de la Marne en région Grand Est.

## Géographie

### Localisation
Bassu est un village rural qui se trouve au sein des Côtes de Champagne, dans le sud-est du département de la Marne.
Le village est situé à 28 km à vol d'oiseau au sud-est de Châlons-en-Champagne, 33 km au sud-ouest de Sainte-Menehould, 35 km à l'ouest de Bar-le-Duc, 29 km au nord-ouest de Saint-Dizier et à 14 km au nord de Vitry-le-François.
La commune se trouve dans l'aire d'attraction de Vitry-le-François et dans son bassin de vie, ainsi que dans la zone d'emploi de Vitry-le-François Saint-Dizier

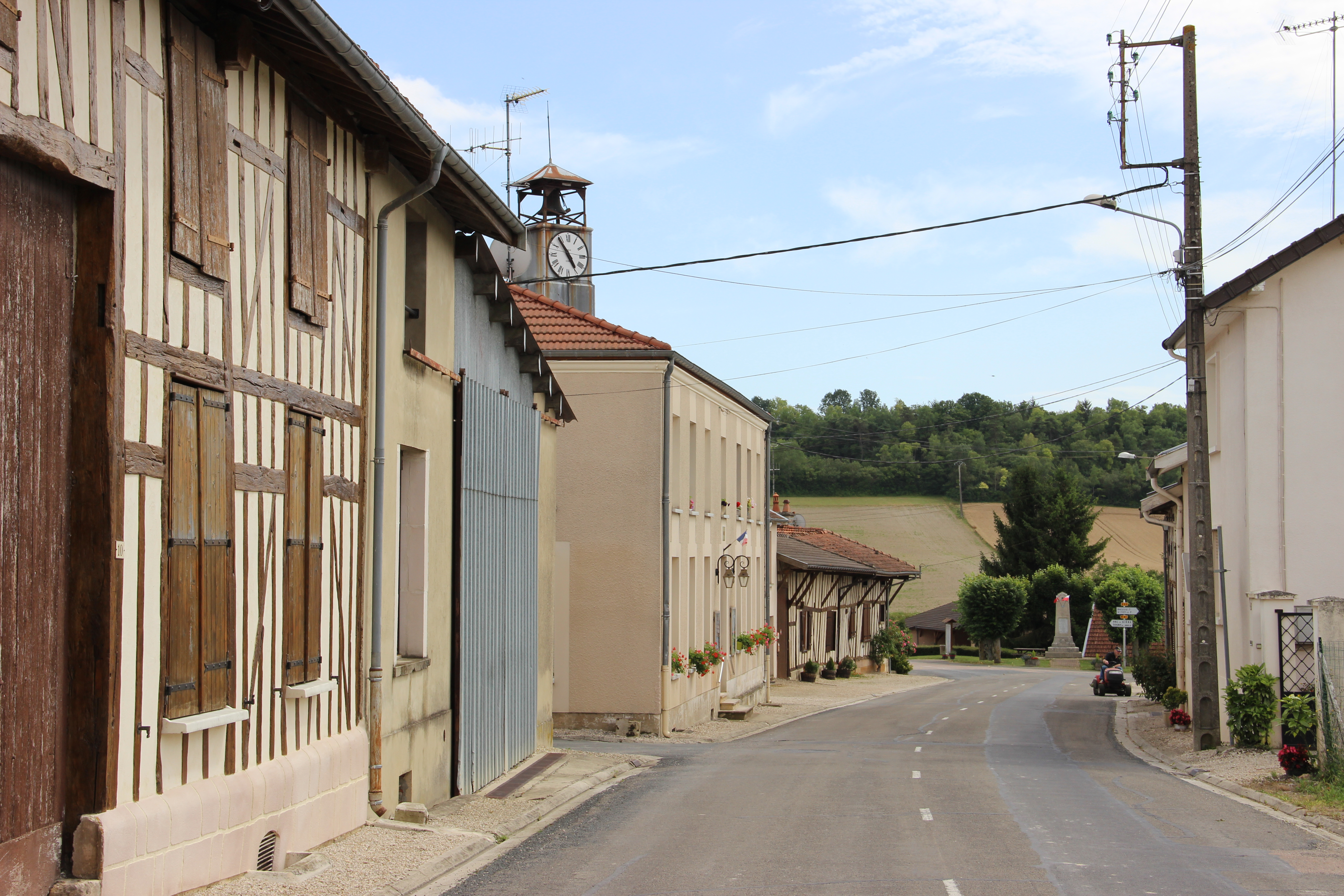
Le centre du village.
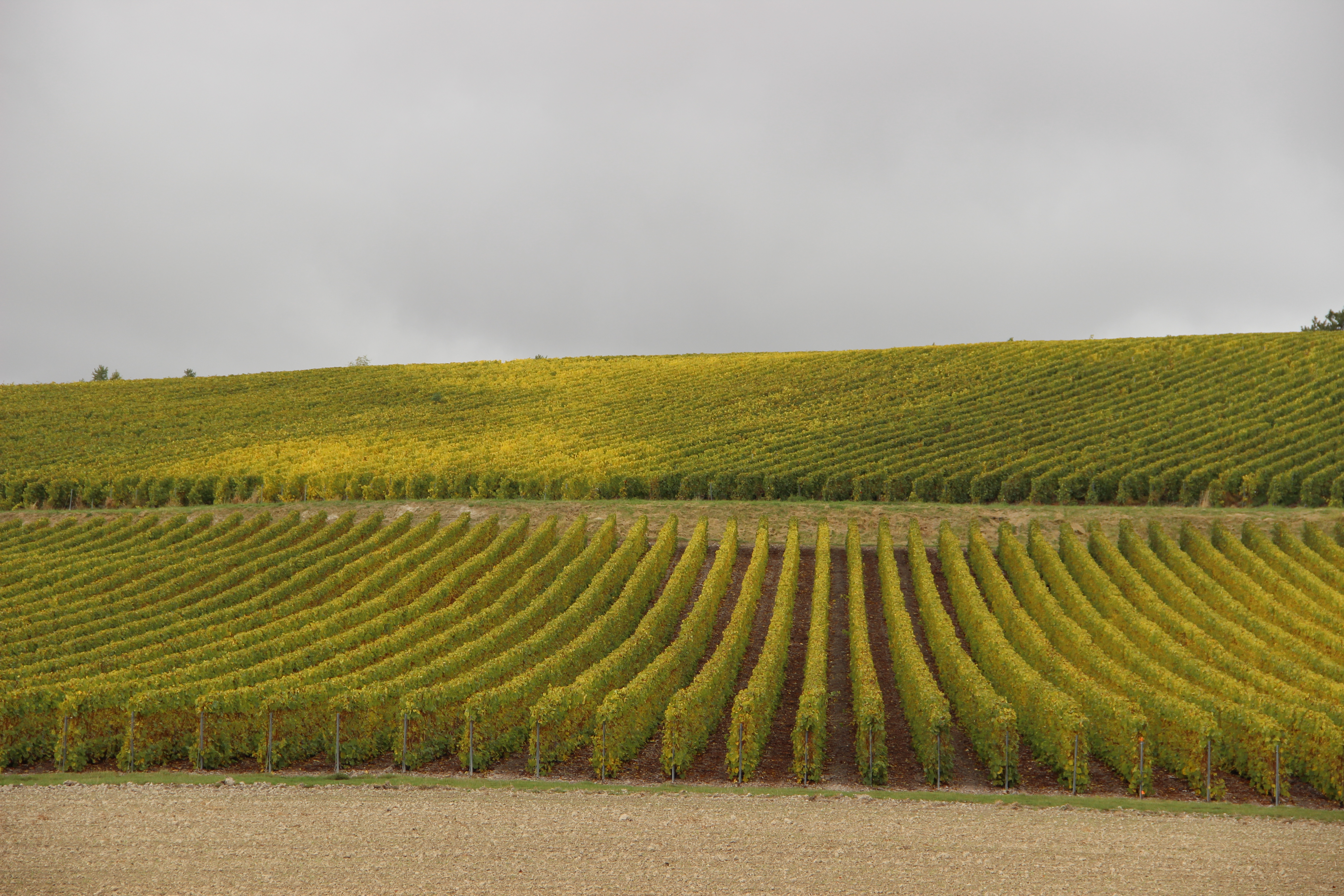
Les vignes.
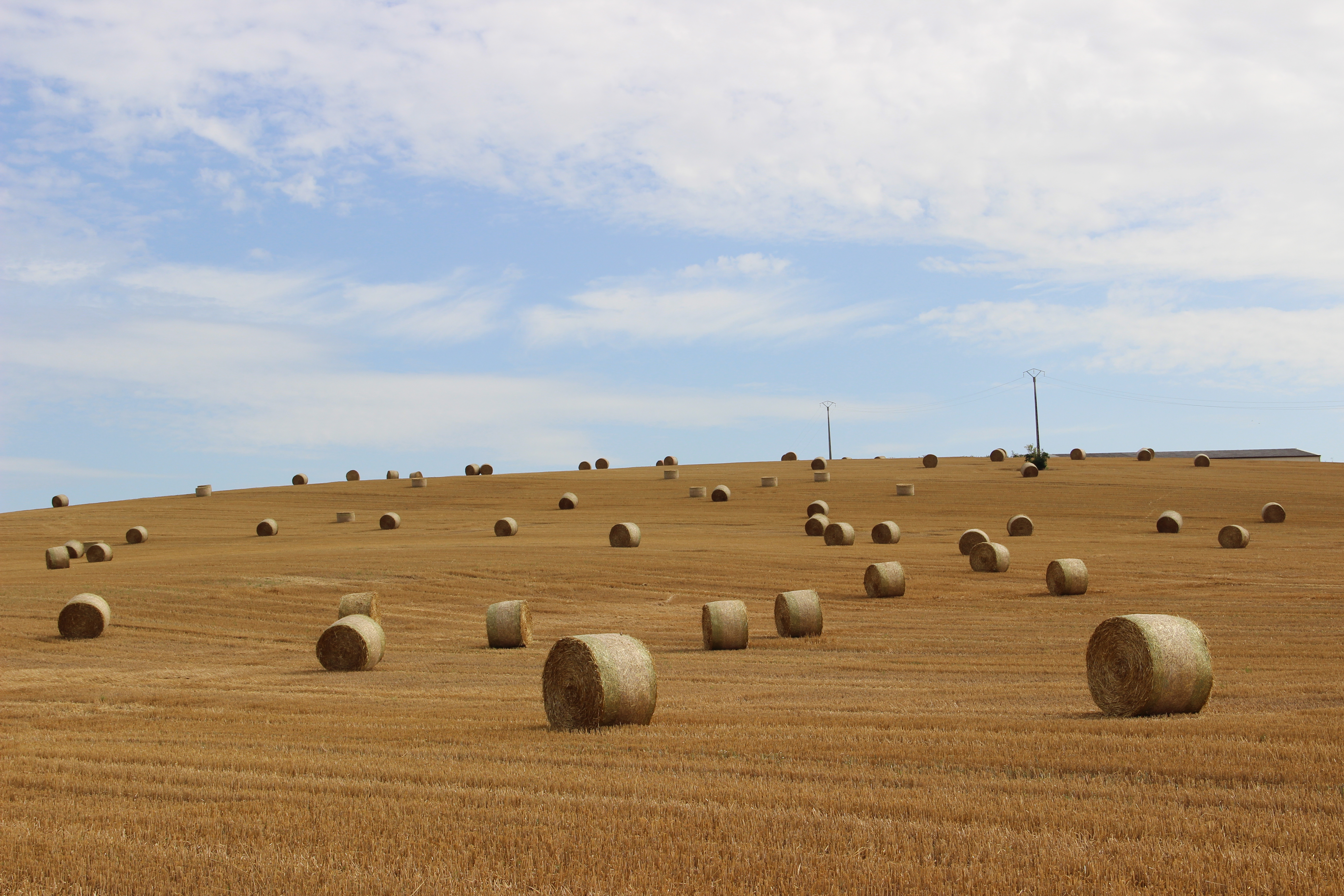
Champ moissonné.

### Communes limitrophes
Les communes limitrophes sont Vanault-le-Châtel, Bassuet, Val-de-Vière, Lisse-en-Champagne et Vavray-le-Petit.
|                    | Vanault-le-Châtel |                 |
| Lisse-en-Champagne | Bassu             | Val-de-Vière    |
|                    | Bassuet           | Vavray-le-Petit |

### Géologie et relief
Le village se situe dans une cuvette à environ 145 mètres d'altitude. Il est entouré de plusieurs collines : à l'ouest la Côte de Lisse (202 m), au nord la Côte les Loups et le Cormont (220 m), au nord-est le Meis Couvreur (219 m), à l'est le Haut-Mont (212 m) et au sud le Grand Mont (212 m). Au nord-ouest, le Cugnot et la côte Au-dessus de la Grande Vallée (233 m) accueillent le parc éolien des Côtes de Champagne.

### Hydrographie

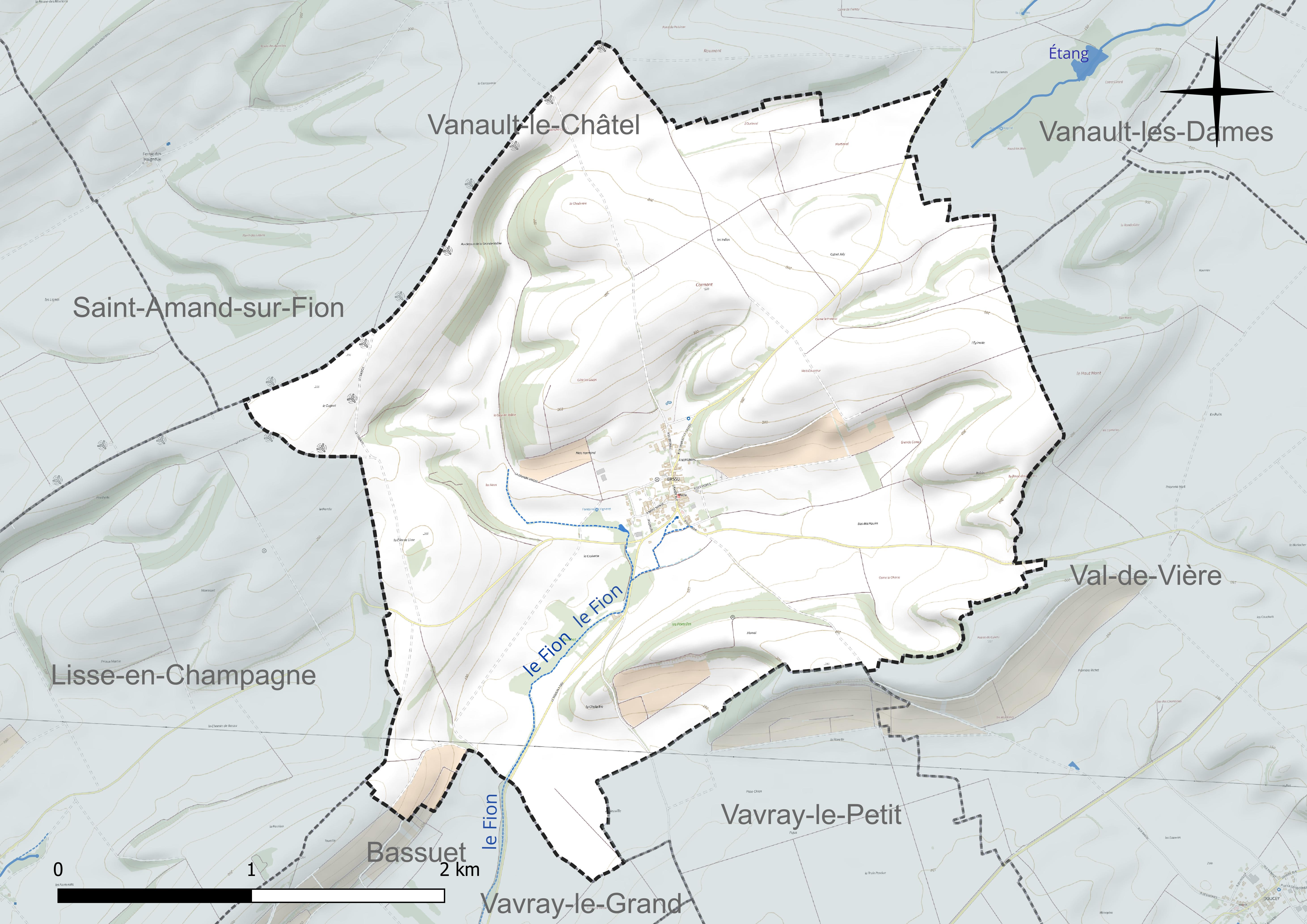
Carte du réseau hydrographique de Bassu.

La commune est dans la région hydrographique « la Seine de sa source au confluent de l'Oise (exclu) » au sein du bassin Seine-Normandie. Elle est drainée par le Fion,.
Le Fion, d'une longueur de 21 km, prend sa source dans la commune  et se jette  dans la Marne à La Chaussée-sur-Marne, après avoir traversé sept communes.

### Climat
Pour des articles plus généraux, voir Climat du Grand Est et Climat de la Marne.
En 2010, le climat de la commune est de type climat des marges montargnardes, selon une étude du Centre national de la recherche scientifique s'appuyant sur une série de données couvrant la période 1971-2000. En 2020, Météo-France publie une typologie des climats de la France métropolitaine dans laquelle la commune est exposée à un climat océanique altéré et est dans la région climatique Nord-est du bassin Parisien, caractérisée par un ensoleillement médiocre, une pluviométrie moyenne régulièrement répartie au cours de l’année et un hiver froid (3 °C).
Pour la période 1971-2000, la température annuelle moyenne est de 10,3 °C, avec une amplitude thermique annuelle de 15,9 °C. Le cumul annuel moyen de précipitations est de 835 mm, avec 12,8 jours de précipitations en janvier et 8,8 jours en juillet. Pour la période 1991-2020, la température moyenne annuelle observée sur la station météorologique de Météo-France la plus proche, « Frignicourt », sur la commune de Frignicourt à 16 km à vol d'oiseau, est de 11,5 °C et le cumul annuel moyen de précipitations est de 694,6 mm. 
La température maximale relevée sur cette station est de 41,7 °C, atteinte le 25 juillet 2019 ; la température minimale est de −22 °C, atteinte le 9 janvier 1985,,.
Les paramètres climatiques de la commune ont été estimés pour le milieu du siècle (2041-2070) selon différents scénarios d'émission de gaz à effet de serre à partir des nouvelles projections climatiques de référence DRIAS-2020. Ils sont consultables sur un site dédié publié par Météo-France en novembre 2022.

## Urbanisme

### Typologie
Au 1er janvier 2024, Bassu est catégorisée commune rurale à habitat dispersé, selon la nouvelle grille communale de densité à sept niveaux définie par l'Insee en 2022.
Elle est située hors unité urbaine. Par ailleurs la commune fait partie de l'aire d'attraction de Vitry-le-François, dont elle est une commune de la couronne,. Cette aire, qui regroupe 73 communes, est catégorisée dans les aires de moins de 50 000 habitants,.

### Occupation des sols

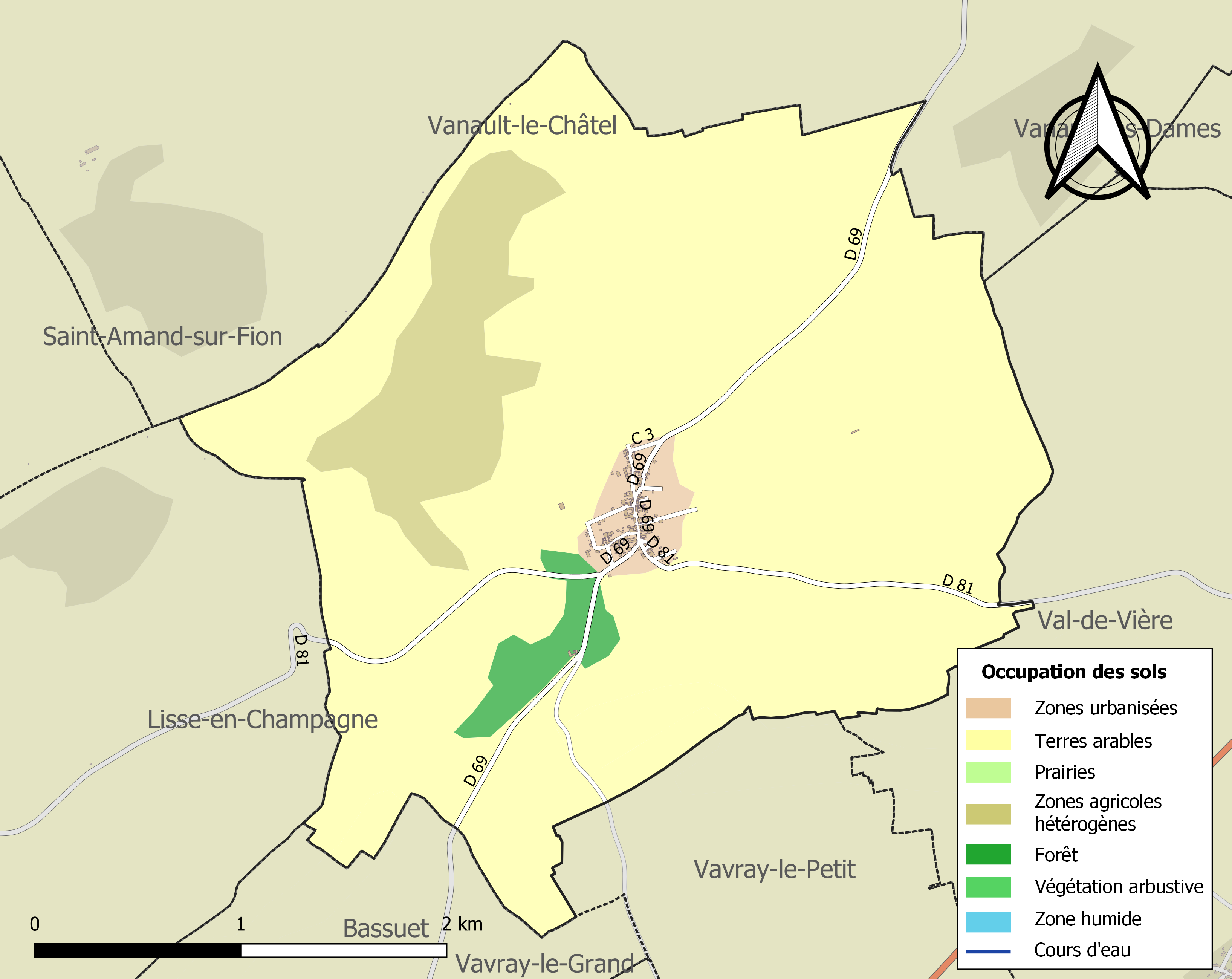
Carte des infrastructures et de l'occupation des sols de la commune en 2018 (CLC).

L'occupation des sols de la commune, telle qu'elle ressort de la base de données européenne d’occupation biophysique des sols Corine Land Cover (CLC), est marquée par l'importance des territoires agricoles (95,1 % en 2018), une proportion identique à celle de 1990 (95,1 %).
La répartition détaillée en 2018 est la suivante : terres arables (83,2 %), zones agricoles hétérogènes (9,5 %), zones urbanisées (2,5 %), cultures permanentes (2,4 %), forêts (2,4 %).
L'évolution de l’occupation des sols de la commune et de ses infrastructures peut être observée sur les différentes représentations cartographiques du territoire : la carte de Cassini (XVIIIe siècle), la carte d'état-major (1820-1866) et les cartes ou photos aériennes de l'IGN pour la période actuelle (1950 à aujourd'hui).

### Habitat et logement
En 2021, le nombre total de logements dans la commune était de 54, alors qu'il était de 66 en 2016 et de 59 en 2011.
Parmi ces logements, 81,5 % étaient des résidences principales, 2,6 % des résidences secondaires et 15,9 % des logements vacants. Ces logements étaient pour 98,2 % d'entre eux des maisons individuelles et pour 1,8 % des appartements.
Le tableau ci-dessous présente la typologie des logements à Bassu en 2021 en comparaison avec celle de la Marne et de la France entière. Une caractéristique marquante du parc de logements est ainsi la faible proportion des résidences secondaires et logements occasionnels (2,6 %) par rapport au département (3,4 %) et à la France entière (9,7 %).
| Typologie                                               | Bassu | Marne | France entière |
| ------------------------------------------------------- | ----- | ----- | -------------- |
| Résidences principales (en %)                           | 81,5  | 87,5  | 82,2           |
| Résidences secondaires et logements occasionnels (en %) | 2,6   | 3,4   | 9,7            |
| Logements vacants (en %)                                | 15,9  | 9,1   | 8,1            |

## Toponymie
Le nom de la localité est attesté sous les formes Bachu (1171) ; Baçu (1183) ; Bacivum (1184) ; Bazu (1213) ; Baçus (1234-1243) ; Basçu (vers 1252) ; Bassu (128.) ; Basu (1289).
On trouve le village sous la forme Bachu en 1171 dérivé de l'adjectif bas, de l'oïl bas -su, béssu, bas -seuil « seuil ».

## Politique et administration

### Rattachements administratifs et électoraux

#### Rattachements administratifs
La commune se trouve dans l'arrondissement de Vitry-le-François du département de la Marne.
Elle faisait partie depuis 1801 du canton de Heiltz-le-Maurupt. Dans le cadre du redécoupage cantonal de 2014 en France, cette circonscription administrative territoriale a disparu, et le canton n'est plus qu'une circonscription électorale.

#### Rattachements électoraux
Pour les élections départementales, la commune fait partie depuis 2014 du canton de Sermaize-les-Bains.
Pour l'élection des députés, elle fait partie de la cinquième circonscription de la Marne.

### Intercommunalité
La commune, antérieurement membre de la communauté de communes des Côtes de Champagne, un établissement public de coopération intercommunale (EPCI) à fiscalité propre et auquel la commune avait transféré un certain nombre de ses compétences, dans les conditions déterminées par le code général des collectivités territoriales, est membre, depuis le 1er janvier 2014, de la communauté de communes Côtes de Champagne et Saulx.
En effet, conformément aux prévisions du schéma départemental de coopération intercommunale (SDCI) de la Marne du 15 décembre 2011, les quatre petites intercommunalités : 

- communauté de communes de Saint-Amand-sur-Fion, 
- communauté de communes des Côtes de Champagne, 
-  communauté de communes des Trois Rivières 
- communauté de communes de Champagne et Saulx 

ont fusionné le 1er janvier 2014, en intégrant la commune isolée de Merlaut, pour former la nouvelle communauté de communes Côtes de Champagne et Saulx.
Dans le cadre des prévisions du nouveau schéma départemental de coopération intercommunale (SDCI) de la Marne du 30 mars 2016, celle-ci fusionne le 1er janvier 2017 avec cinq des sept communes de Saulx et Bruxenelle (Étrepy, Pargny-sur-Saulx, Blesme, Saint-Lumier-la-Populeuse, Sermaize-les-Bains) pour former la nouvelle communauté de communes Côtes de Champagne et Val de Saulx, dont Bassu est désormais membre.

### Liste des maires
| Période                                  | Période                        | Identité                    | Étiquette | Qualité                                                     |
| ---------------------------------------- | ------------------------------ | --------------------------- | --------- | ----------------------------------------------------------- |
| Les données manquantes sont à compléter. |                                |                             |           |                                                             |
|                                          |                                |                             |           |                                                             |
| avant 1875                               | après 1877                     | M. Arrouard                 |           |                                                             |
|                                          |                                |                             |           |                                                             |
| 2001                                     | 2014                           | Martine Bonetti             |           |                                                             |
| 2014,                                    | 2022                           | Laurence Le Guinio-Squelart |           | Employée civile ou agent de service de la fonction publique |
| janvier 2023                             | En cours (au 30 novembre 2023) | Didier Sébille              |           | Viticulteur                                                 |

## Équipements et services publics

### Eau et déchets
Le service public des déchets est assuré par le Syndicat mixte du Sud-Est Marnais (SYMSEM), qui a mis en place une redevance incitative. La collecte des ordures ménagères résiduelles (en bacs noirs pucés ou en sacs rouges prépayés) et des emballages ménagers recyclables (en sacs jaunes) est réalisée en porte à porte. Le SYMSEM adhérant au syndicat de valorisation des ordures ménagères de la Marne (SYVALOM), ces déchets sont amenés en centre de transfert à Sainte-Menehould ou Vitry-en-Perthois, puis valorisés sur le site de La Veuve. La collecte du verre se fait en apport volontaire, avant transformation dans une usine de Reims. Pour les déchets volumineux ou dangereux, le SYMSEM met à disposition de ses habitants une plateforme de déchets verts et gravats, à Saint-Amand-sur-Fion, ainsi que 12 déchèteries, à Arrigny, Courtisols, Givry-en-Argonne, Mairy-sur-Marne, Pargny-sur-Saulx, Pogny, Sainte-Menehould, Thiéblemont-Farémont, Valmy, Vanault-les-Dames, Villers-en-Argonne et Ville-sur-Tourbe.

## Population et société

### Démographie
L'évolution du nombre d'habitants est connue à travers les recensements de la population effectués dans la commune depuis 1793. Pour les communes de moins de 10 000 habitants, une enquête de recensement portant sur toute la population est réalisée tous les cinq ans, les populations de référence des années intermédiaires étant quant à elles estimées par interpolation ou extrapolation. Pour la commune, le premier recensement exhaustif entrant dans le cadre du nouveau dispositif a été réalisé en 2007.

En 2022, la commune comptait 94 habitants, en évolution de −15,32 % par rapport à 2016 (Marne : −1,19 %, France hors Mayotte : +2,11 %).
| 1793 | 1800 | 1806 | 1821 | 1831 | 1836 | 1841 | 1846 | 1851 |
| ---- | ---- | ---- | ---- | ---- | ---- | ---- | ---- | ---- |
| 373  | 390  | 391  | 331  | 353  | 363  | 360  | 334  | 342  |

| 1856 | 1861 | 1866 | 1872 | 1876 | 1881 | 1886 | 1891 | 1896 |
| ---- | ---- | ---- | ---- | ---- | ---- | ---- | ---- | ---- |
| 318  | 332  | 325  | 316  | 274  | 270  | 283  | 247  | 236  |

| 1901 | 1906 | 1911 | 1921 | 1926 | 1931 | 1936 | 1946 | 1954 |
| ---- | ---- | ---- | ---- | ---- | ---- | ---- | ---- | ---- |
| 228  | 208  | 204  | 190  | 178  | 191  | 178  | 163  | 155  |

| 1962 | 1968 | 1975 | 1982 | 1990 | 1999 | 2006 | 2007 | 2012 |
| ---- | ---- | ---- | ---- | ---- | ---- | ---- | ---- | ---- |
| 134  | 119  | 96   | 119  | 120  | 129  | 128  | 128  | 127  |

| 2017 | 2022 | - | - | - | - | - | - | - |
| ---- | ---- | - | - | - | - | - | - | - |
| 103  | 94   | - | - | - | - | - | - | - |

## Économie
Le Sud de la commune accueille des vignes produisant un champagne Blanc de blancs.

## Culture locale et patrimoine

### Lieux et monuments
- Le village a la particularité d'avoir une église faite de tuiles.

La vieille église du XVe siècle s'est effondrée en 1897, faute de réparations. Elle est reconstruite avec des tuiles de Pargny-sur-Saulx, ce qui donne au village un caractère particulier. Elle fait partie de la paroisse Sainte Geneviève des Côtes de Champagne.
- Monument aux morts.

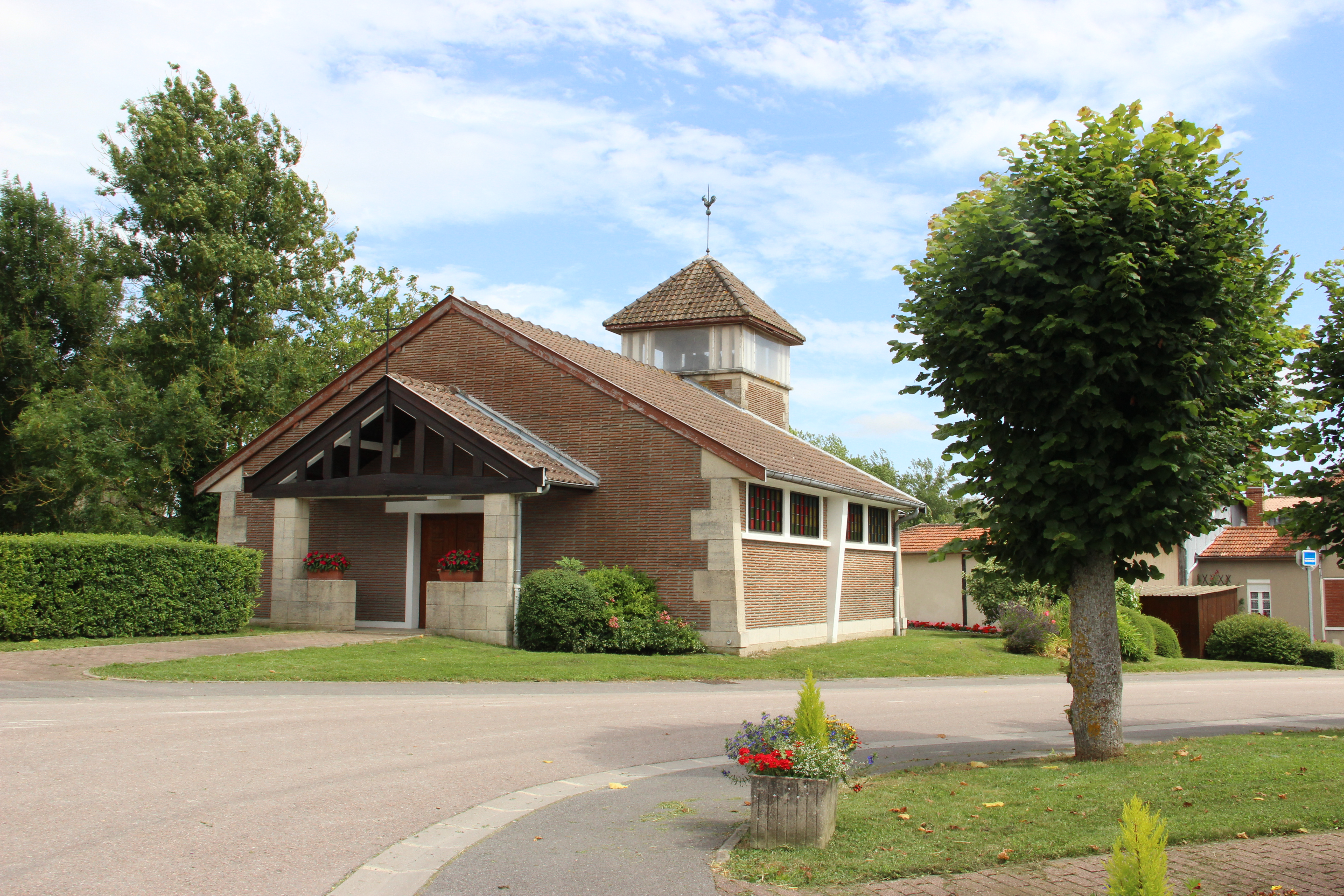
L'église de Bassu.
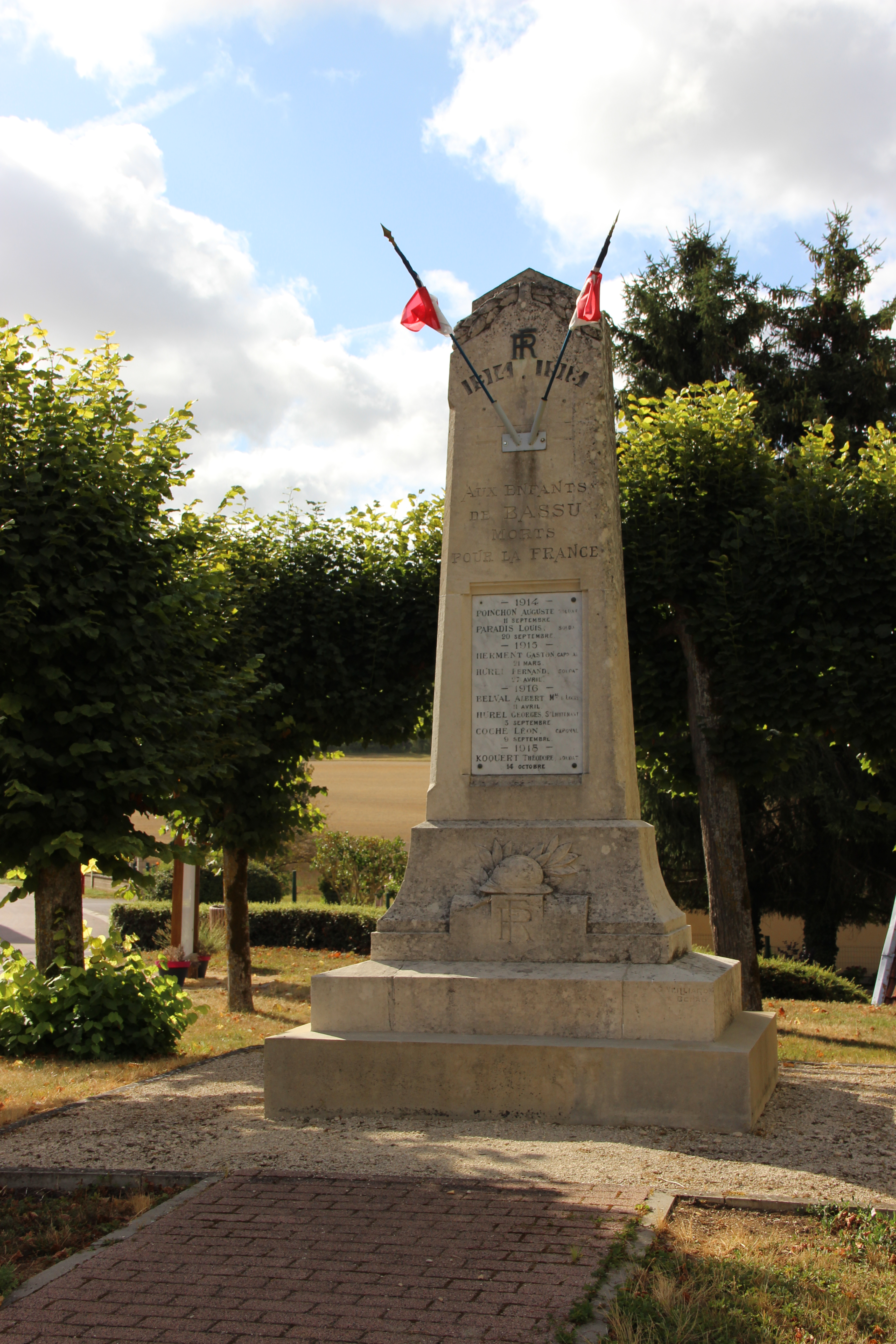
Le monument aux morts.

## Pour approfondir